# Zdechovice (Pardubice)
Zdechovice é uma comuna checa localizada na região de Pardubice, distrito de Pardubice.